# BMW G 310 R
BMW G 310 R은 엔트리급 스탠더드 모터사이클이다. BMW 모토라드 브랜드로 판매되는 BMW의 첫 번째 현대적인 보급형 입문용 오토바이이다. 2015년 11월에 출시되어 2018년에 전 세계적으로 판매되기 시작했다.
이 바이크는 TVS 아파치 RR 310과 공유하는 4밸브 313 cc (19.1 cu in) 수랭식 단기통 엔진으로 구동되며, BMW는 이 엔진이 9,500 rpm에서 25 kW (33.6 bhp)의 출력과 7,500 rpm에서 28 N·m (21 lbf·ft)의 토크를 생성한다고 말한다. 엔진 구성은 흡기구가 엔진 앞에 있고 배기구가 뒤에 있다.
BMW는 2018년 7월 19일 G 310 R을 기반으로 한 어드벤처 바이크인 BMW G 310 GS를 출시했다.

## 역사
2013년 BMW는 오토바이 제조업체 TVS와 협력하여 타밀나두주에서 500cc 미만 바이크 시리즈를 생산할 것이라고 발표했다. 이 오토바이들은 개발도상국, 저배기량 바이크가 주로 사용되는 시장, 그리고 선진국 시장에서 엔트리급 스포츠 바이크로 목표로 삼았다. 이는 BMW 모토라드가 500cc 미만 바이크 개발에 뛰어든 첫 번째 사례였다.
BMW K03은 BMW-TVS의 첫 번째 협력 제품에 부여된 코드명이었다. 이 바이크는 인도에서 개발되어 추가 테스트 및 수정을 위해 독일로 보내진 테스트 바이크였다.
2015년 10월 브라질에서 BMW G 310 스턴트가 BMW 모토라드가 공개한 첫 번째 콘셉트 바이크였다. 이 콘셉트의 상업용 버전은 다음 달 이탈리아 밀라노 EICMA 2015에서 BMW 모토라드에 의해 공식적으로 공개되었으며, 제13회 오토 엑스포 2016에서 인도에서 전시되었다. 이 바이크는 7월 18일 전 세계적으로 상업적으로 출시되었다.
G 310 R은 전 세계 여러 국가에서 다양한 부문으로 마케팅된다. BMW의 홍보 비디오를 기반으로 한 인도 웹사이트 러쉬레인(Rushlane)은 G310 R을 "엔트리급 오토바이가 아니라 프리미엄 경량 소형 스포츠 바이크"라고 부르는 반면, 미국 잡지 사이클 월드는 동일한 바이크를 "엔트리급"이자 "작고 근육질의 네이키드 스포츠 바이크"라고 묘사한다.

## 생산
BMW G 310 R은 전 세계 시장에서 BMW의 존재감을 높이기 위한 의도로 개발되었다. 유럽과 인도 모두에서 개발되었다. 이 바이크의 디자인은 원래 독일 뮌헨의 BMW에서 설계되었으며, 인도 타밀나두주의 TVS 모터 컴퍼니의 호수르 공장에서 제작 및 조립된다.

## 사양
BMW G 310 R은 313 cc (19.1 cu in) 수랭 4스트로크 4밸브 단기통 역경사 DOHC 엔진을 탑재하고 있으며, 보어와 스트로크는 80.0 mm × 62.1 mm (3.15 in × 2.44 in)이고 10,500 rpm 레드라인을 가진다. 셀프 스타트, 정적 레브 리미터, 카운터밸런스 샤프트, 습식 섬프, 전자 연료 분사 시스템을 갖추고 있으며 최소 95 RON 휘발유를 필요로 한다. 최대 10%의 에탄올 (E10)과 호환된다. 연료 용량은 11 L (2.4 imp gal; 2.9 US gal)이다.
측면 장착 경사 배기구, 킥스탠드 센서, 플라스틱 엔진 스포일러를 갖추고 있다.
계기판은 엔진 온도계가 있는 흑백 세그먼트 LCD 디스플레이로 구성된다.
두 개의 보조 전원 소켓과 스티어링 잠금 장치가 있다.
그래픽은 데칼을 사용하여 구현된다.
필리언 시트, 필리언 발판, 후면 손잡이가 있다.
G 310 R은 길이 1988 mm, 폭 896 mm, 높이 1227 mm, 휠베이스 1374 mm, 시트 높이 785 mm를 갖는다. 스티어링 각도는 64.9°이다. 업사이드 다운 포크와 조절 가능한 프리로드가 있는 모노 리어 완충기를 갖추고 있다. 이 바이크는 전면에 110/70 R17, 후면에 150/60 R17 미쉐린 파일럿 스트리트 래디얼 튜브리스 타이어 및 5스포크 알루미늄 림을 사용한다. 바이크의 제동은 듀얼 채널 안티록 브레이크 시스템을 특징으로 하며, 전면에는 단일 300 mm 디스크, 방사형 볼트 4피스톤 고정 캘리퍼 브레이크를, 후면에는 단일 240 mm 디스크, 단일 피스톤 플로팅 캘리퍼 브레이크를 사용한다. 축 방향 전면 마스터 브레이크 실린더가 있다. 브레이크는 바이브레에서 제조한다.
"트랙션 컨트롤 시스템이나 퀵 시프터와 같은 자랑할 만한 부속품"은 없으며, CAN 버스를 사용하지 않는다. 경쟁 모델인 KTM 390 듀크와 비교할 때 G 310 R은 블루투스 연결, 풀 컬러 디스플레이, 전환 가능한 ABS가 부족하다.

## 2021년 페이스리프트
2021년부터는 유로 5를 준수하며, 공회전 속도 제어, 전자식 스로틀 밸브 및 어시스트-앤-슬리퍼 클러치, 그리고 조절 가능한 레버, LED 헤드라이트 및 방향 지시등을 갖추고 있다.

## 2022년 페이스리프트
2022년, 인도에서 출고가 ₹2.7라크 (3,400 달러)에 두 가지 새로운 색상 옵션이 도입되었다.
독일에서는 5,550 유로에 출시되었다.

## 성능
BMW는 G 310 R이 9,500 rpm에서 25.1 kW (33.6 bhp)의 출력과 7,500 rpm에서 28 N·m (21 lbf·ft)의 토크를 생성한다고 말한다. BMW는 최고 속도가 144 km/h (89 mph)이라고 주장한다. BMW가 주장하는 [습윤 중량은 158.5 kg (349 lb)이다.
여기에 나열된 일부 성능 테스트는 2017년 7월 인도네시아의 오토모티브 타블로이드에서 수행되었다.
| 매개변수                | 시간                               |
| ----------------------- | ---------------------------------- |
| 0–60 km/h (37 mph)      | 3.7 s                              |
| 0–80 km/h (50 mph)      | 5 s                                |
| 0–100 km/h (62 mph)     | 7.5 s                              |
| 0–100 m (330 ft)        | 6.9 s @ 95.8 km/h (59.5 mph)       |
| 0–201 m (1⁄8 mi)        | 10.3 s @ 116.1 km/h (72.1 mph)     |
| 0–402 m (1⁄4 mi)        | 15.9 s @ 133.9 km/h (83.2 mph)     |
| 최고 속도 (속도계 기준) | 152 km/h (94 mph)                  |
| 최고 속도 (레이스로직)  | 149.8 km/h (93.1 mph)              |
| 연료 소비량             | 4 L/100 km (71 mpg-imp; 59 mpg-US) |